# Darkowski-Gletscher
Der Darkowski-Gletscher ist ein Gletscher im ostantarktischen Viktorialand. Er fließt von den Cathedral Rocks zwischen dem Zoller-Gletscher und dem Bol-Gletscher in nördlicher Richtung zum Ferrar-Gletscher.
Teilnehmer der britischen Terra-Nova-Expedition (1910–1913) kartierten ihn. Das Advisory Committee on Antarctic Names benannte ihn 1964 nach Leutnant Leon Stanislaus Darkowski (1917–2009) von der United States Navy, katholischer Geistlicher der Naval Air Facility am McMurdo-Sund im Jahr 1957.